# Exideuil

Exideuil este o comună în departamentul Charente, Franța. În 1 ianuarie 2022 avea o populație de 1.028 de locuitori.